# Aneflomorpha
Aneflomorpha är ett släkte av skalbaggar. Aneflomorpha ingår i familjen långhorningar.

## Dottertaxa tillAneflomorpha, i alfabetisk ordning[1]
- Aneflomorpha aculeata
- Aneflomorpha arizonica
- Aneflomorpha australis
- Aneflomorpha brevipila
- Aneflomorpha cazieri
- Aneflomorpha citrana
- Aneflomorpha cribellata
- Aneflomorpha crinita
- Aneflomorpha delongi
- Aneflomorpha exilis
- Aneflomorpha fisheri
- Aneflomorpha giesberti
- Aneflomorpha gilana
- Aneflomorpha gracilis
- Aneflomorpha grandicolle
- Aneflomorpha hovorei
- Aneflomorpha lineare
- Aneflomorpha linsleyae
- Aneflomorpha longispina
- Aneflomorpha longitudinis
- Aneflomorpha luteicornis
- Aneflomorpha martini
- Aneflomorpha mexicana
- Aneflomorpha minuta
- Aneflomorpha modica
- Aneflomorpha opacicornis
- Aneflomorpha parkeri
- Aneflomorpha parowana
- Aneflomorpha parvipunctata
- Aneflomorpha preclara
- Aneflomorpha pueblae
- Aneflomorpha rosaliae
- Aneflomorpha ruficollis
- Aneflomorpha rufipes
- Aneflomorpha seminuda
- Aneflomorpha semirufa
- Aneflomorpha subpubescens
- Aneflomorpha tenuis
- Aneflomorpha unispinosa
- Aneflomorpha wappesi
- Aneflomorpha werneri
- Aneflomorpha volitans